# Leidya bimini
Leidya bimini är en kräftdjursart som beskrevs av Arthur Sperry Pearse 1951. Leidya bimini ingår i släktet Leidya och familjen Bopyridae.
Artens utbredningsområde är Mexikanska golfen. Inga underarter finns listade i Catalogue of Life.